# TT Возничего
TT Возничего (лат. TT Aurigae), HD 33088 — двойная затменная переменная звезда типа Алголя (EA) в созвездии Возничего на расстоянии приблизительно 3836 световых лет (около 1176 парсеков) от Солнца. Видимая звёздная величина звезды — от +9,51m до +8,4m. Орбитальный период — около 1,3327 суток.

## Характеристики
Первый компонент — бело-голубая звезда спектрального класса B2Vn или B2,5V. Масса — около 7,2 солнечных, радиус — около 4,6 солнечных, светимость — около 4600 солнечных. Эффективная температура — около 23400 К.
Второй компонент — бело-голубая звезда спектрального класса B1Vn или B5IV. Масса — около 4,8 солнечных, радиус — около 4,21 солнечных, светимость — около 1600 солнечных. Эффективная температура — около 18000 К.